# Up in Fire
Up in Fire – osiemnasty album studyjny Sizzli, jamajskiego wykonawcy muzyki reggae i dancehall.
Płyta została wydana 1 października 2002 roku przez amerykańską wytwórnię 2B1 Records. Produkcją nagrań zajął się Christopher "Goldfinga" Clarke.

## Lista utworów
1. "We've Been Together"
2. "Beautiful Eyes"
3. "Mek Lot A Doe"
4. "Oh Yes Baby"
5. "Can't Touch Mi Turf"
6. "Out Di Way"
7. "Black Woman Showoff"
8. "Real (The Live Feel)"
9. "Wha Dat"
10. "Judgment"
11. "All the Best"
12. "Mek Lot A Doe (Instrumental)"
13. "Beautiful Eyes (Instrumental)"
14. "Mek Lot A Doe (Remix)"

## Twórcy

### Muzycy
- Sizzla – wokal
- Paul "Jazzwad" Yebuah – gitara, gitara basowa, instrumenty klawiszowe
- Sly Dunbar – perkusja
- Christopher "Longman" Birch – instrumenty klawiszowe

### Personel
- Phillip Smart – inżynier dźwięku
- Chester Walker – inżynier dźwięku
- Howard Walker – inżynier dźwięku
- Alberto Blackwood – inżynier dźwięku
- Boots Hughston – miks, mastering
- Dusty Hugston – projekt okładki, opracowanie wkładki płytowej